# Oscar Hiljemark
Oscar Hiljemark (Gislaved, 28 juni 1992) is een Zweeds voetbaltrainer en voormalig  profvoetballer die doorgaans als centrale middenvelder speelde. Hiljemark debuteerde in 2012 in het Zweeds voetbalelftal. Hiljemark besloot al op 29-jarige leeftijd om een punt achter zijn loopbaan te zetten na aanhoudende heupklachten. Direct na het stoppen als speler, werd hij assistent-trainer bij Aalborg BK. 

## Clubcarrière
Hiljemark kwam in 2008 bij IF Elfsborg terecht. Na twee jaar in de jeugdopleiding te hebben doorgebracht werd hij bij het eerste elftal gehaald. Hij debuteerde op 26 september 2010 tegen IF Brommapojkarna. Hij scoorde zijn eerste doelpunt op 27 juni 2011 in de met 2–1 gewonnen wedstrijd tegen Syrianska. Hiljemark werd in 2012 Zweeds landskampioen met Elfsborg.
Op 4 januari 2013 werd Hiljemark getransfereerd naar PSV, dat 2,2 miljoen voor hem betaalde. Eerder werd een bod van 2,5 miljoen euro van OGC Nice aanvaard, maar hij zag een transfer naar de Zuid-Franse club niet zitten. Hiljemark speelde tweeënhalf seizoen voor PSV. Nadat hij het hier in zijn eerste halfjaar vooral met invalbeurten moest doen, speelde hij gedurende het seizoen 2013/14 het merendeel van de wedstrijden. In 2015 werd hij met PSV Nederlands landskampioen. Mede door blessures kwam hijzelf dat jaar tot elf competitiewedstrijden. In de zomer van 2015 was Hiljemark aanvoerder van Jong Zweden op het EK onder 21, waarmee hij de Europese titel pakte. Hiermee speelde hij zich in de belangstelling van verschillende clubs. PSV was bereid mee te werken aan een eventuele transfer en gaf Hiljemark toestemming om, kort na terugkeer bij PSV, te onderhandelen met US Palermo.
Hiljemark tekende in juli 2015 een contract tot medio 2019 bij US Palermo, de nummer elf van de Serie A in het voorgaande seizoen. Dat betaalde circa €2,5 miljoen voor hem aan PSV. Hiljemark was basisspeler in zijn eerste seizoen in Palermo en maakte vier doelpunten. Hiljemark kende een sterke eerste seizoenshelft van 2016/17, waarin hij 15 competitiewedstrijden speelde voor de club. Ondanks de onstuimige tijd die de club meemaakte, Hiljemark maakte in de anderhalf jaar dat hij in Palermo het ontslag van tien verschillende hoofdtrainers mee, was hij een vaste waarde bij de club. In de winterstop van het seizoen 2016/17 stond Palermo op een uitzichtloze 19e plaats en besloot Hiljemark een vertrek te forceren.
In januari 2017 vertrok Hiljemark naar Genoa CFC, dat evenals Palermo uitkwam in de Serie A en op een veilige 15e plaats bivakkeerde. Genoa nam Hiljemark in eerste instantie op huurbasis over voor een bedrag van 1 miljoen euro, om hem aan hem aan het eind van het seizoen definitief over te nemen voor 2,5 miljoen euro. In Genoa kreeg Hiljemark direct een basisplaats toegewezen van trainer Ivan Juric. Na vijf wedstrijden verdween hij zonder uitleg echter weer even snel uit de basiself als hij erin gekomen was. Juric gaf later aan, dat hij eigenlijk geen idee had hoe hij Hiljemark in zijn elftal zou kunnen gebruiken. Genoa wist zich dat seizoen met een 16e plaats te redden, terwijl Hiljemarks' oude club Palermo degradeerde. Hiljemark leek bij Genoa al na enkele maanden op een dood spoor te zitten. Door de afspraak tussen Palermo en Genoa, waren Hiljemark en Genoa echter aan elkaar gebonden.
In de zomer van 2017 meldde Panathinaikos FC zich voor de middenvelder. Zij huurden Hiljemark voor een seizoen en bedongen tevens een optie tot koop. Bij Panathinaikos trof hij enkele landgenoten en verwierf hij een basisplaats, die hij in november 2017 echter weer verspeelde.
Hij verruilde Genoa CFC in augustus 2019 op huurbasis voor Dinamo Moskou. In oktober 2020 ging hij naar Aalborg BK. Na aanhoudend blessureleed besluit hij het na het seizoen 20/21 voor gezien te houden en wordt assistent bij Aalborg. 

## Clubstatistieken
| Seizoen | Club            | Competitie   | Competitie | Competitie | Beker | Beker | Europees | Europees | Overig | Overig | Totaal | Totaal |
| Seizoen | Club            | Competitie   | Wed.       | Dlp.       | Wed.  | Dlp.  | Wed.     | Dlp.     | Wed.   | Dlp.   | Wed.   | Dlp.   |
| ------- | --------------- | ------------ | ---------- | ---------- | ----- | ----- | -------- | -------- | ------ | ------ | ------ | ------ |
| 2010    | IF Elfsborg     | Allsvenskan  | 4          | 0          | 0     | 0     | —        | —        | 0      | 0      | 4      | 0      |
| 2011    | IF Elfsborg     | Allsvenskan  | 29         | 3          | 3     | 0     | —        | —        | 0      | 0      | 32     | 3      |
| 2012    | IF Elfsborg     | Allsvenskan  | 28         | 2          | 1     | 1     | 5        | 1        | 0      | 0      | 34     | 4      |
| 2013    | PSV             | Eredivisie   | 11         | 0          | 2     | 0     | 5        | 1        | 3      | 0      | 21     | 1      |
| 2013/14 | PSV             | Eredivisie   | 27         | 2          | 2     | 0     | 7        | 0        | 0      | 0      | 36     | 2      |
| 2014/15 | PSV             | Eredivisie   | 11         | 0          | 0     | 0     | 5        | 0        | 0      | 0      | 16     | 0      |
| 2015/16 | US Palermo      | Serie A      | 38         | 4          | 1     | 0     | —        | —        | 0      | 0      | 39     | 4      |
| 2016/17 | US Palermo      | Serie A      | 15         | 0          | 1     | 0     | —        | —        | 0      | 0      | 16     | 0      |
| 2016/17 | → Genoa CFC     | Serie A      | 14         | 2          | 0     | 0     | —        | —        | 0      | 0      | 14     | 2      |
| 2017/18 | → Panathinaikos | Super League | 16         | 1          | 3     | 1     | —        | —        | 0      | 0      | 19     | 2      |
| 2017/18 | Genoa CFC       | Serie A      | 15         | 0          | 0     | 0     | —        | —        | 0      | 0      | 15     | 0      |
| 2018/19 | Genoa CFC       | Serie A      | 17         | 1          | 1     | 0     | —        | —        | 0      | 0      | 18     | 1      |
| 2019/20 | Dinamo Moskou   | Premjer-Liga | 14         | 0          | 1     | 0     | —        | —        | 0      | 0      | 15     | 0      |
| 2020/21 | Aalborg BK      | Superligaen  | 11         | 1          | 0     | 0     | 0        | 0        | 0      | 0      | 11     | 1      |
| Totaal  | Totaal          | Totaal       | 240        | 16         | 14    | 2     | 22       | 2        | 3      | 0      | 290    | 20     |

## Interlandcarrière
Hiljemark maakte op 18 januari 2012 zijn debuut in het Zweeds voetbalelftal in een oefeninterland tegen Bahrein in Doha. Hij was op dat moment ook nog gerechtigd om uit te komen voor Zweden –21. Als aanvoerder daarvan won Hiljemark in 2015 het EK onder 21 van 2015 met zijn landgenoten. Op 11 mei 2016 werd hij opgenomen in de Zweedse selectie voor het Europees kampioenschap voetbal 2016 in Frankrijk. Zweden werd uitgeschakeld in de groepsfase na nederlagen tegen Italië (0–1) en België (0–1) en een gelijkspel tegen Ierland (1–1).
| Interlands van Oscar Hiljemark voor Zweden | Interlands van Oscar Hiljemark voor Zweden | Interlands van Oscar Hiljemark voor Zweden | Interlands van Oscar Hiljemark voor Zweden | Interlands van Oscar Hiljemark voor Zweden | Interlands van Oscar Hiljemark voor Zweden |
| №                                          | Datum                                      | Wedstrijd                                  | Uitslag                                    | Competitie                                 | Goals                                      |
| Als speler bij IF Elfsborg                 | Als speler bij IF Elfsborg                 | Als speler bij IF Elfsborg                 | Als speler bij IF Elfsborg                 | Als speler bij IF Elfsborg                 | Als speler bij IF Elfsborg                 |
| ------------------------------------------ | ------------------------------------------ | ------------------------------------------ | ------------------------------------------ | ------------------------------------------ | ------------------------------------------ |
| 1.                                         | 18 januari 2012                            | Bahrein – Zweden                           | 0 – 2                                      | Vriendschappelijk                          | 81'                                        |
| 2.                                         | 23 januari 2012                            | Qatar – Zweden                             | 0 – 5                                      | Vriendschappelijk                          |                                            |
| Als speler bij PSV                         |                                            |                                            |                                            |                                            |                                            |
| 3.                                         | 14 augustus 2013                           | Zweden – Noorwegen                         | 4 – 2                                      | Vriendschappelijk                          |                                            |
| 4.                                         | 5 maart 2014                               | Turkije – Zweden                           | 2 – 1                                      | Vriendschappelijk                          |                                            |
| 5.                                         | 28 mei 2014                                | Denemarken – Zweden                        | 1 – 0                                      | Vriendschappelijk                          |                                            |
| 6.                                         | 1 juni 2014                                | Zweden – België                            | 0 – 2                                      | Vriendschappelijk                          |                                            |
| Als speler bij US Palermo                  |                                            |                                            |                                            |                                            |                                            |
| 7.                                         | 17 november 2015                           | Denemarken – Zweden                        | 2 – 2                                      | Kwalificatie EK 2016                       |                                            |
| 8.                                         | 24 maart 2016                              | Turkije – Zweden                           | 2 – 1                                      | Vriendschappelijk                          |                                            |
| 9.                                         | 29 maart 2016                              | Zweden – Tsjechië                          | 1 – 1                                      | Vriendschappelijk                          |                                            |
| 10.                                        | 30 mei 2016                                | Zweden – Slovenië                          | 0 – 0                                      | Vriendschappelijk                          |                                            |

## Trainerscarrière
Direct nadat Hiljemark stopte als speler, werd hij assistent-trainer bij de laatste club waarvoor hij speelde, Aalborg BK.  Op 21 maart 2023 werd hij hoofdtrainer van Aalborg. Aan het einde van het seizoen 23/34 maakte hij een transfer naar de club waar hij opgeleid werd als speler, IF Elfsborg. Hier tekende hij een contract tot medio 2027. 

## Erelijst
| Competitie            |             |             |             |             |
| Competitie            | Aantal      | Jaren       |             |             |
| IF Elfsborg           | IF Elfsborg | IF Elfsborg | IF Elfsborg | IF Elfsborg |
| --------------------- | ----------- | ----------- | ----------- | ----------- |
| Kampioen Allsvenskan  | 1x          | 2012        |             |             |
| PSV                   |             |             |             |             |
| Kampioen Eredivisie   | 1x          | 2014/15     |             |             |
| Zweden –21            |             |             |             |             |
| Europees kampioen –21 | 1x          | 2015        |             |             |